# Чёдраг Гьяцо
Чёдраг Гьяцо (1454–1506), или Чёдраг Гьямцо, был Седьмым Гьялва Кармапой, главой линии Кагью тибетского буддизма.

## Биография
Чёдраг Гьяцо родился в Кьилхе, на севере Тибета. Согласно легенде, в возрасте пяти месяцев он сказал: «В этом мире нет ничего, кроме пустоты» . В возрасте девяти месяцев его узнали как Кармапу.
Когда ему было четыре года, он получил серию посвящений от Гошира Пэлджора Дондрупа, а в восемь лет в Карма Гёне - учения Кагью от Бенгара Джампэла Зангпо и Гошира Пэлджора Дёндруба .
Как гласит легенда, когда ему было пять лет, он добился мира между воевавшими племенами Нагаланды и Бутана, совершив путешествие на юг Тибета.
Он советовал людям не заниматься охотой и рыболовством и уделял много времени защите животных. Его главной активностью было предотвращение и разрешение конфликтов между племенами, а также строительство мостов и дорог, соединяющих различные области. Лучшим лекарством против всех болезней и конфликтов было повторение мантры «Ом мани падме хум» один миллион раз. Чёдраг Гьяцо послал в Индию много золота для позолоты статуи Будды Гаутамы рядом с Бодхгайей.
Седьмой Кармапа был плодовитым автором: он создал много трактатов, посвященных Винайе, философии Мадхъямаки и Тантре. Некоторое время Кармапа был поглощен составлением текста о логике, называемого «Ригжунг Гьямцо» и содержащего комментарии к семи трудам Дигнаги и Дхармакирти.
У Седьмого Кармапы было множество учеников. Наиболее известные из них – это Гьялцаб Тулку, Лама Таши Намгьял, Четвертный Шамар Ринпоче, Лама Сангье Ньенпа, Сакья Чёден, Карма Тринле, Сакья Вангчуг, Карма Качопа, ученый Вангчуг Гьялцен, знаменитый своими трудами по логике, и Самтен Лингпа, тертон школы Ньингпа.